# François Camel

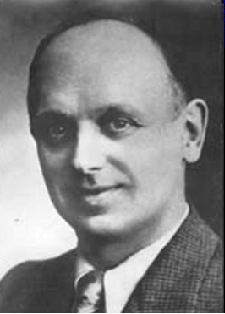
François Camel

François Camel (* 3. Mai 1893 in Esplas-de-Sérou; † 1. Mai 1941 in Lasserre) war ein französischer Politiker, Lehrer, Gewerkschafter und Widerstandskämpfer.

## Leben
Als Sohn eines Kleinbauern und jüngstes von sechs Kindern entschied er sich dafür, Lehrer zu werden, da er den bescheidenen Familienbetrieb nicht übernehmen konnte. 1913 wurde er zum Militärdienst eingezogen und nahm bis 1918 am Ersten Weltkrieg teil. Er trat als einfacher Soldat in den Krieg ein, wurde zum Leutnant befördert und als Ritter der Ehrenlegion ausgezeichnet. Nach dem Waffenstillstand schlugen ihm seine Vorgesetzten eine Karriere in der Armee vor, doch François Camel wählte den Beruf eines Lehrers. Im Jahr 1923 wurde er zum Schulleiter ernannt, eine Position, die er bis 1936 innehatte. Er engagierte sich in einer Veteranenvereinigung und in der landesweiten Lehrergewerkschaft Syndicat national des instituteurs (SNI, Mitglied der CGT).
1925 trat er der Section française de l’Internationale ouvrière (SFIO) bei, gründete die örtliche Sektion von Sainte-Croix-Volvestre und wurde ihr Sekretär. 1936 wurde er zum sozialistischen Abgeordneten des Départements Ariège gewählt. Camel wurde Mitglied des Ausschusses für Zivil- und Militärrenten und des Ausschusses für Zivil- und Strafgesetzgebung. Er verfasste zahlreiche Berichte über Kriegsveteranen sowie über den sozialen Schutz von Alten und Gebrechlichen. Er war Redakteur der Zeitung La Montagne, dem Organ des SFIO-Verbands des Départements Ariège, und arbeitete an der Zeitung Le Midi socialiste mit. Seine Artikel wurden häufig von der Zeitung La Bourgogne républicaine abgedruckt, die im Januar 1937 von dem sozialistischen Abgeordneten Jean Bouhey gegründet wurde.
1938 veröffentlichte er in Le Populaire eine Stellungnahme gegen das Münchner Abkommen. Danach beteiligte er sich an der von Georges Monnet geleiteten groupe Agir, der auch die späteren Widerstandskämpfer Pierre Brossolette, Daniel Mayer, Jean Pierre-Bloch, Tanguy Prigent und Pierre Viénot angehörten. Diese Gruppe trat für Entschlossenheit gegenüber Faschismus und Nationalsozialismus ein. François Camel zeigt die gleiche Unnachgiebigkeit in Bezug auf den Laizismus. Im Dezember 1938 erreichte er, dass innerhalb der SFIO eine Kommission für laizistische Verteidigung eingerichtet wurde. Er führte den Vorsitz.
Er war einer der 80 Parlamentarier (quatre-vingts), die gegen das Verfassungsgesetz vom 10. Juli 1940 stimmten, mit dem Marschall Pétain diktatorische Vollmachten übertragen wurden. Nach seiner Rückkehr in die Ariège versammelte er seine sozialistische Sektion und forderte seine Genossen auf, „nicht zu verzweifeln, nicht jeden Gedanken an einen Kampf für die Wiedererstehung einer freiheitlichen Ordnung aufzugeben“, und stellte klar: „Bei dieser Aktion werdet ihr mich immer an eurer Spitze finden - wenn man mir zumindest die Möglichkeit lässt, dort zu sein.“
Er warb in der Ariège dafür, dem Vichy-Regime nicht zu vertrauen und riet vielen jungen Männern davon ab, sich der Légion française des combattants anzuschließen. 1941 trat er dem von Daniel Mayer gegründeten Comité d’action socialiste bei.

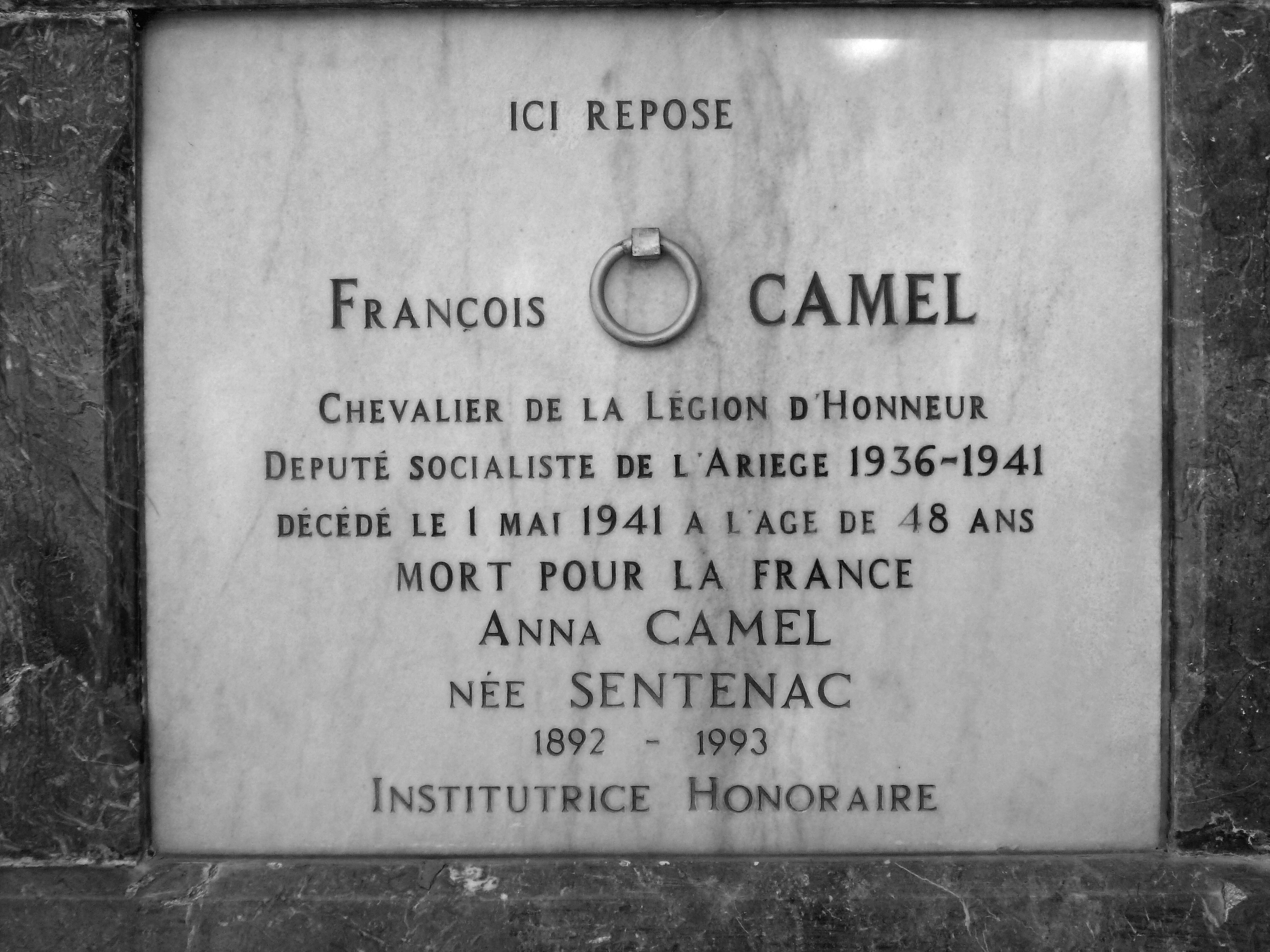
Saint-Lizier – Grab von Anna und François Camel

Er kam im Mai 1941 bei einem sehr seltsamen Unfall ums Leben, der den Verdacht auf Mord aufkommen ließ. Er wurde in Saint-Lizier in der Ariège begraben.

## Ehrungen
Neben der oben erwähnten Auszeichnung als Ritter der Ehrenlegion sind in Frankreich einige Straßen nach ihm benannt. In Saint-Girons besteht eine Schule mit seinem Namen.
Der Staatssekretär für Kriegsveteranen, André Méric, verlieh ihm in der Entscheidung vom 10. April 1990 das Prädikat Mort pour la France (für Frankreich gestorben), in der es heißt: ‘Es ist erwiesen, dass François Camel am 1. Mai 1941 in Lasserre ermordet wurde, während er eine Mission im Rahmen von Aktivitäten im Zusammenhang mit der Gründung einer Widerstandsbewegung durchführte."